# آقا و خانم بازیکن
آقا و خانم بازیکن (به هندی: Mr. and Mrs. Khiladi)یا آقا و خانم کلک فیلمی محصول سال ۱۹۹۷ و به کارگردانی دیوید دهاوان است. در این فیلم بازیگرانی همچون آکشی کومار، جوهی چاولا، ساتیش کایشیک، پارش راوال، قادرخان، جانی لور، هیمانی شیوپوری، گلشن گروور ایفای نقش کرده‌اند. این فیلم پنجمین قسمت از سری فیلم‌های بازیکن است.